# Ikarus 55
Ikarus 55 — міжміський автобус середньої місткості, що виготовлявся автобусним заводом «Ікарус» у Будапешті у 1953—1972 рр. та призначався для роботи на дорогах першого та другого класів.
На автобусі встановлений шестициліндровий дизельний двигун, розташований поздовжньо ззаду. Зчеплення — з гідравлічним приводом вимкнення.І передня, і задня осі — це балкові осі з листовими ресорами, а задня вісь — планетарна вісь. Тільки передня вісь має гідравлічні амортизатори. Подвійні шини встановлені на задній осі, тоді як одинарні шини встановлені на передній осі. Їх розмір становить 11–20 дюймів (279–508 мм). Система рульового керування повністю механічна, без підсилювача. Встановлена пневматична гальмівна система, всі чотири колеса мають барабанні гальма. Стоянкове гальмо ножне.
Ikarus 55 оснащений атмосферним 8,3-літровим дизельним двигуном Csepel D-614 з вихровою камерою з водяним охолодженням, атмосферним двигуном із вихровою камерою, рядним шестициліндровим двигуном. Цей двигун є модифікованим двигуном Steyr WD 613 зі збільшеним діаметром циліндра, який був побудований за ліцензією Csepel. Його номінальна потужність DIN 145 к.с. (107 кВт; 143 к.с.) з максимальним крутним моментом 50 kp⋅m (490 N⋅m). Крутний момент передається на часткову синхронізовану п'ятиступінчасту коробку передач через однодискове сухе зчеплення. Залежно від передавального числа максимальна швидкість коливається від 78 до 98 км/год (48-61 миль/год). Найкраще споживання палива двигуном становить приблизно 190 г·PS−1·год−1 (258 г·кВт−1·год−1). Автобус обладнаний мікрофонною установкою.

## Історія виробництва

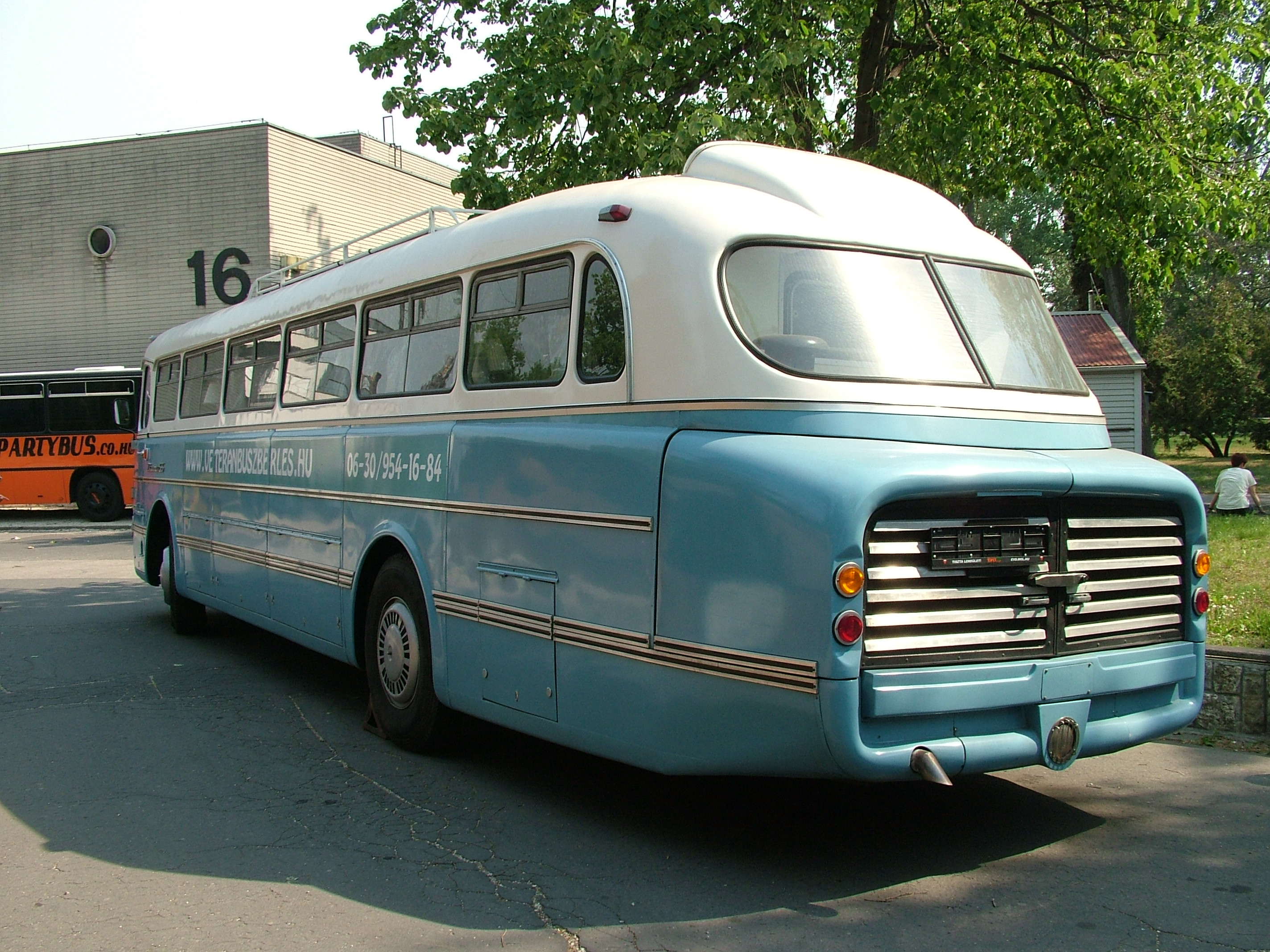
Ikarus 55, 1971

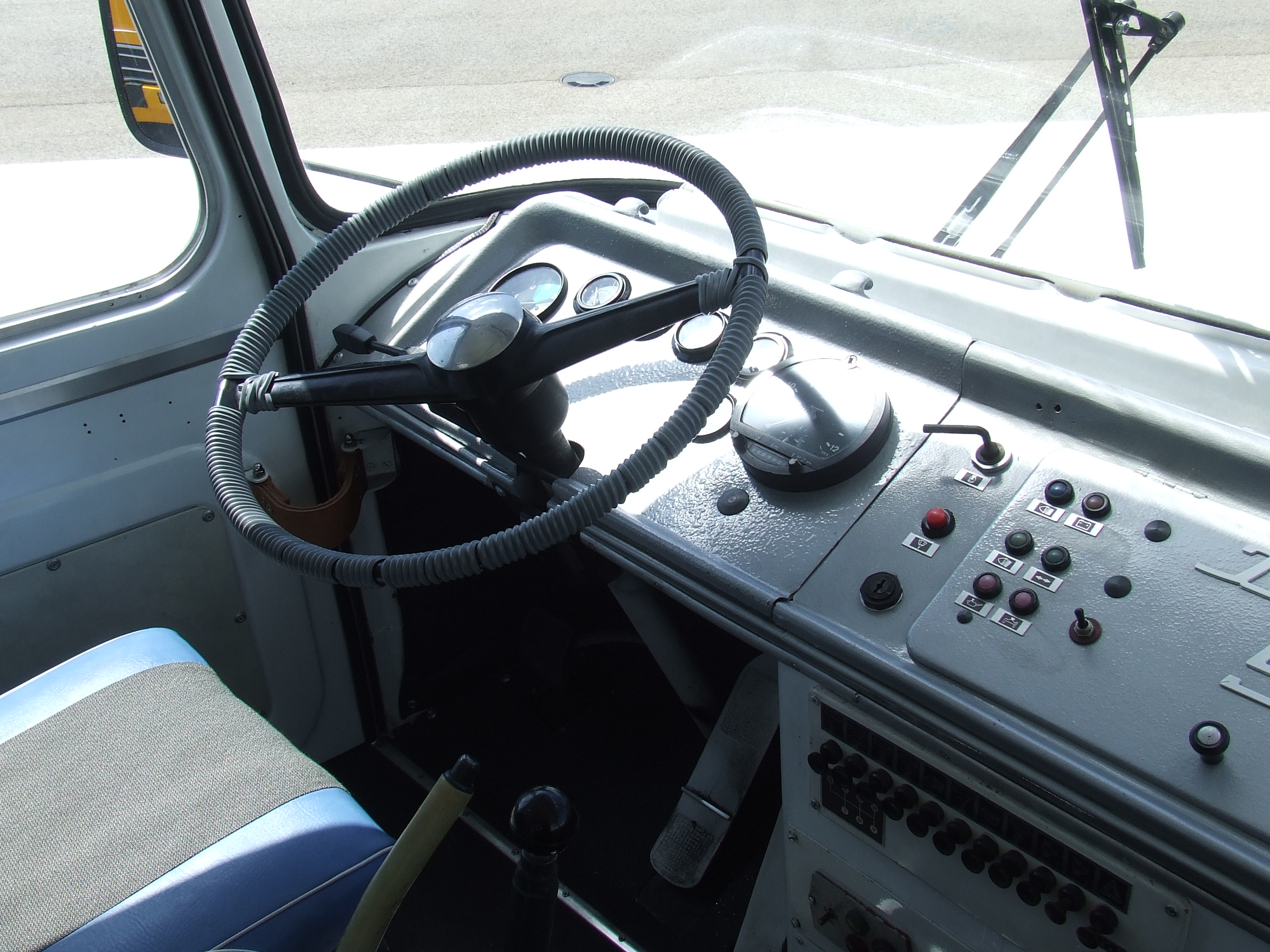

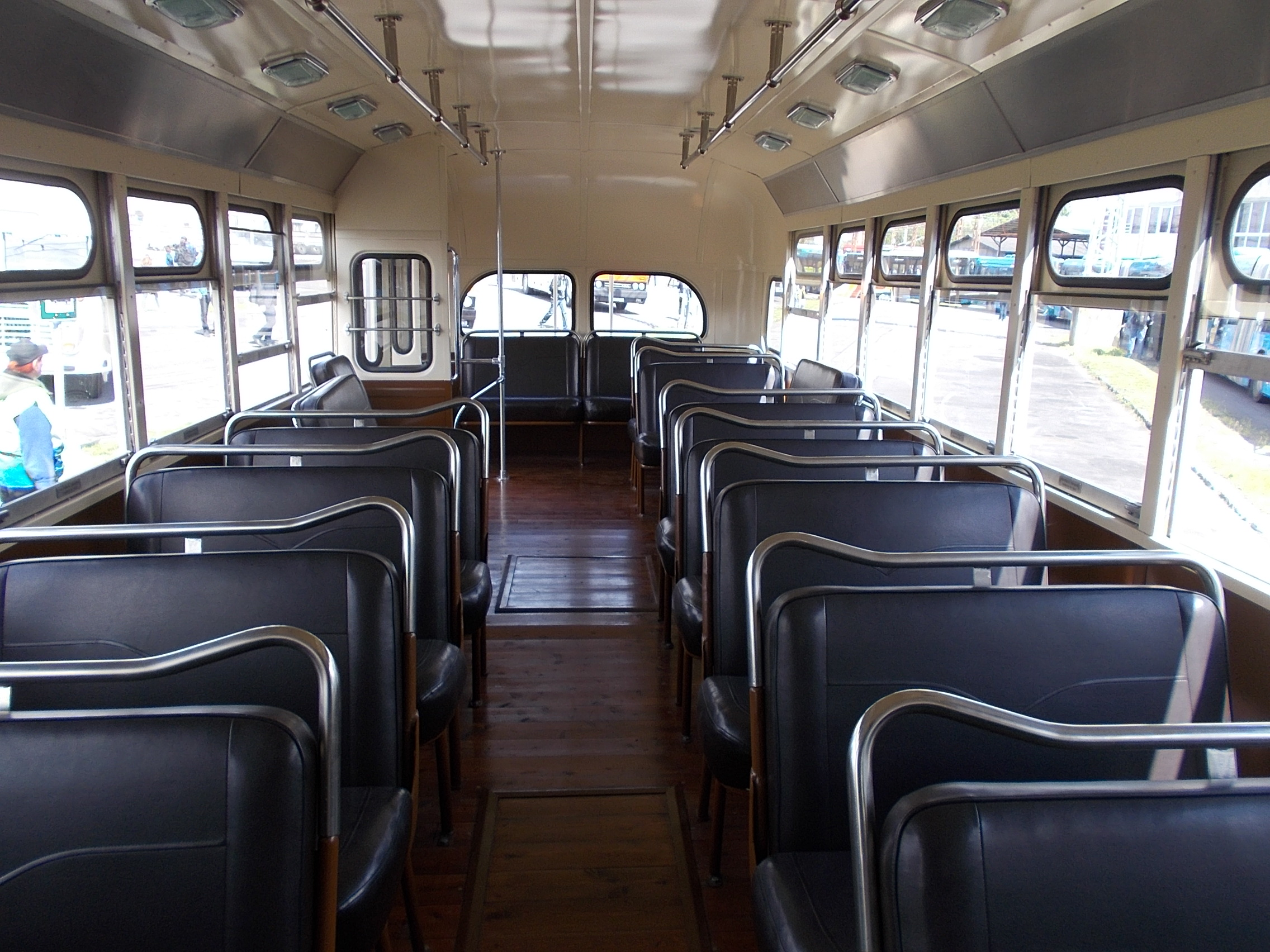
Фото тролейбуса МТБ-82Д, а не Ikarus-55!!!

Ikarus 55 був вироблений угорською компанією Ikarus, яка спеціалізувалася на виробництві автобусів. Виробництво автобусів Ikarus розпочалося в 1895 році, але саме модель Ikarus 55 стала однією з найуспішніших у модельному ряді компанії. Вона вперше побачила світ у 1954 році і вироблялася до 1973 року.

## Особливості дизайну
Ikarus 55 мав відмінний дизайн, який відображав сучасні технічні досягнення свого часу. Автобус мав стильну округлу форму з витонченими лініями, що надавали йому сучасний вигляд. Він також мав великі вікна, які забезпечували відмінний огляд для пасажирів і створювали світлу та простору атмосферу всередині автобуса.

## Технічні характеристики
Ikarus 55 був обладнаний дизельним двигуном, який забезпечував йому потужність до 145 кінських сил. Він також мав механічну коробку передач зі 4-5 ступенями, залежно від модифікації. Автобус мав задню приводу і був оснащений пневматичною підвіскою, що забезпечувало комфортну їзду на довгих відстанях і зменшувало вплив вібрацій на пасажирів.
Що робило Ikarus 55 особливим, так це його велика вмісткість. Він міг вмістити до 45 пасажирів, що робило його ідеальним вибором для перевезення великих груп людей, таких як туристичні екскурсії або масові заходи. Крім того, автобус мав великий багажний відсік, що дозволяло перевозити велику кількість вантажу, що було важливо для комерційних перевезень.
Комфорт для пасажирів був однією з головних переваг Ikarus 55. Він був оснащений м'якими сидіннями, які забезпечували комфортне сидіння під час довгих поїздок. Крім того, автобус мав ефективну систему опалення, що дозволяло пасажирам залишатися затишними під час прохолодних погодних умов. Добре продумана вентиляційна система також забезпечувала подачу свіжого повітря всередині салону.
Ikarus 55 також був відомий своєю надійністю та довговічністю. Це був один з основних факторів, що сприяв його популярності серед операторів громадського транспорту. Він мав міцну конструкцію, яка дозволяла витримувати важкі навантаження та забезпечувати надійну роботу на довгі роки. Багато екземплярів Ikarus 55 продовжували експлуатуватися протягом десятиліть, що свідчить про його високу якість та довговічність.
Ikarus 55 також був досить економічним в розході палива. Він оснащений ефективним дизельним двигуном, який забезпечував економічну експлуатацію та низький рівень викидів шкідливих речовин в атмосферу. Це було особливо важливо в епоху, коли екологічні питання стали важливими на рівні міст та країн.
Значна увага також була приділена безпеці пасажирів. Ikarus 55 був оснащений системами безпеки, такими як гальма з антиблокувальною системою (ABS) та система стабілізації (ESP), що забезпечували безпечну їзду на дорозі. Крім того, автобус мав встановлені пожежогасники та екстрені виходи, що робило його безпечним для пасажирів у непередбачених ситуаціях.
Не можна не згадати також внутрішній дизайн Ikarus 55, який відображав стиль того часу. Він мав просторий салон з великими вікнами, що забезпечували хороший огляд навколишнього середовища під час поїздок. Декоративні елементи та високоякісні матеріали використовувалися в салоні, що робило його комфортним та привабливим для пасажирів.
Загалом, Ikarus 55 був популярним автобусом для свого часу, відомим своєю надійністю, ефективністю та комфортом. Він забезпечував зручний та безпечний транспорт для пасажирів, а його висока якість та довговічність забезпечували йому широке застосування в різних міських і міжміських маршрутах.
Однак, з часом з'явилися нові технології та моделі автобусів, що призвело до відходу Ikarus 55 з ринку. Тепер він залишається пам'яткою автомобільної історії, яка відіграла важливу роль в розвитку громадського транспорту в ряді країн.
Усе враховуючи, Ikarus 55 був визнаний автобусом високої якості, який відіграв важливу роль в розвитку громадського транспорту. Він був відомий своєю надійністю, ефективністю, комфортом та безпекою, і впродовж багатьох років задовольняв потреби пасажирів та операторів транспорту. Хоча сучасні технології та нові моделі автобусів витіснили Ikarus 55 з ринку, він все ще залишається визнаним символом автомобільної історії та вагомим внеском в розвиток громадського транспорту.